# Gregorio Gualgano
Gregorio Gualgano (zm. 21 lipca 1224) – włoski kardynał.
Pochodził prawdopodobnie z Rzymu. Do godności kardynalskiej wyniósł go papież Innocenty III w maju 1206 roku. Podpisywał bulle papieskie początkowo jako diakon S. Teodoro (8 czerwca 1206 do 24 lutego 1216), a następnie jako prezbiter S. Anastasiae (7 marca 1216 do 23 maja 1224). Przez wiele lat (1207–1214) działał jako legat i wikariusz papieski w królestwie Sycylii. Na przełomie 1222/23 sprawował urząd gubernatora Segni. Kilkakrotnie był też audytorem w kurii papieskiej.